# Partito Democratico Cristiano
Partito Democratico Cristiano (Nederlands: Christendemocratische Partij), is een Italiaanse christendemocratische partij. De partij ontstond in 2000 uit de Rinascita della Democrazia Cristiana (RDC; Herboren Christendemocratische Partij). De eerste secretaris van de PDC was Flaminio Piccoli die vroeger secretaris van Democrazia Cristiana (Christendemocraten), die in april 2000 werd opgevolgd door oud-senator Carlo Senaldi die op zijn beurt in juli 2000 werd opgevolgd door Alfredo Vito.
Vito werd in 2001 als kandidaat op de lijst van Forza Italia in de Kamer van Afgevaardigden gekozen. In 2005 kwam de leiding van de partij in handen te liggen van oud-minister Gianni Prandini en oud-president van de regio Abruzzen Anna Nenna D'Antonip. In februari 2006 presenteerde de PDC een onafhankelijke kieslijst, maar gaf in maart te kennen de centrumlinkse alliantie L'Unione beperkt te zullen steunen. De PDC heeft een pact gesloten met Democrazia Cristiana (niet verwarren met oude DC) van Giuseppe Pizza.